# فیلیکس نارتی
فیلیکس نارتی (به انگلیسی: Felix Nartey) کارآفرین اجتماعی اهل غنا است که در ویکی‌مانیای سال ۲۰۱۷ میلادی توسط جیمی ویلز به‌عنوان ویکی‌پدین سال برگزیده شد.